# Feuerwehr in Jugoslawien

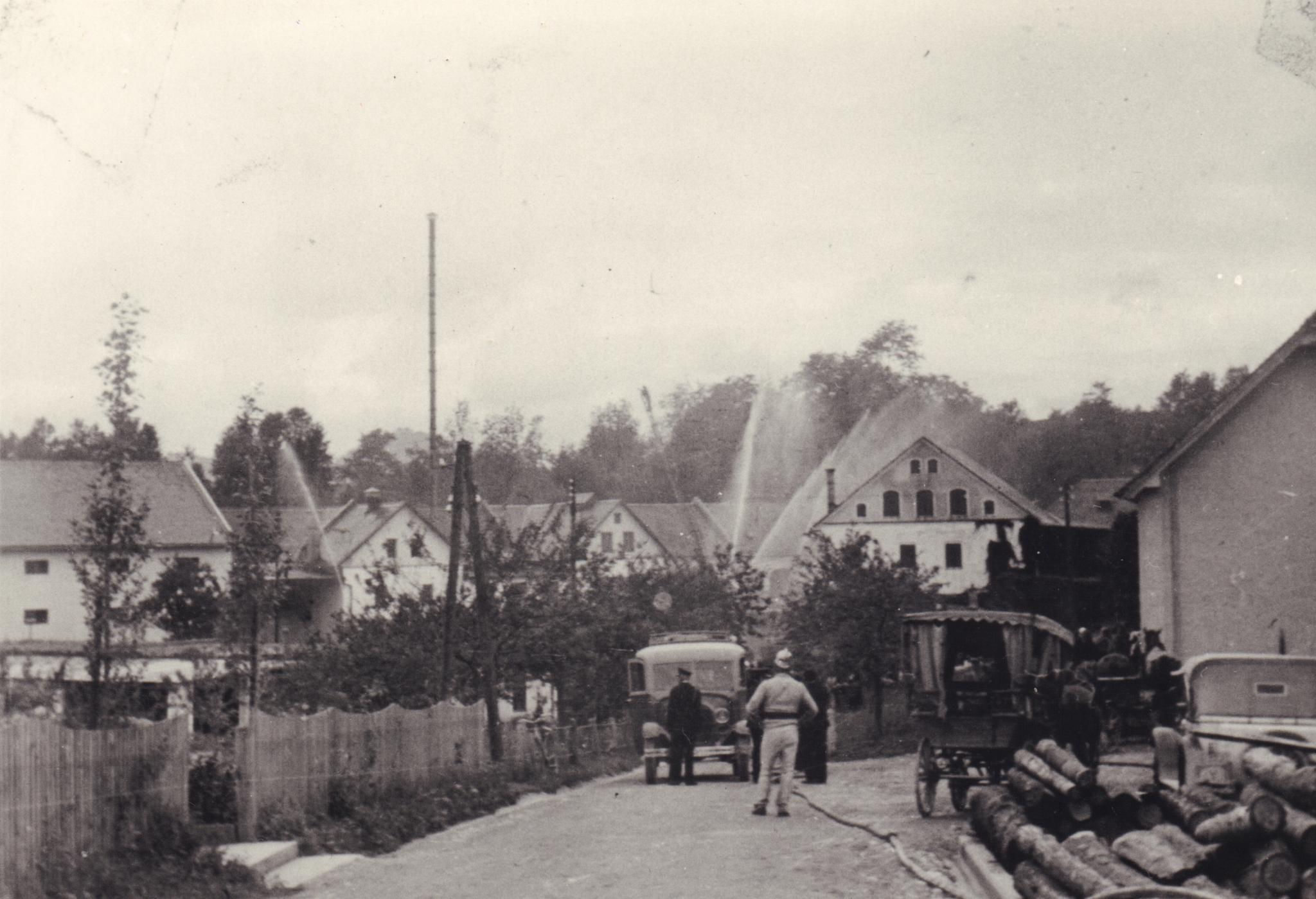
Feuerwehreinsatz in Kranj

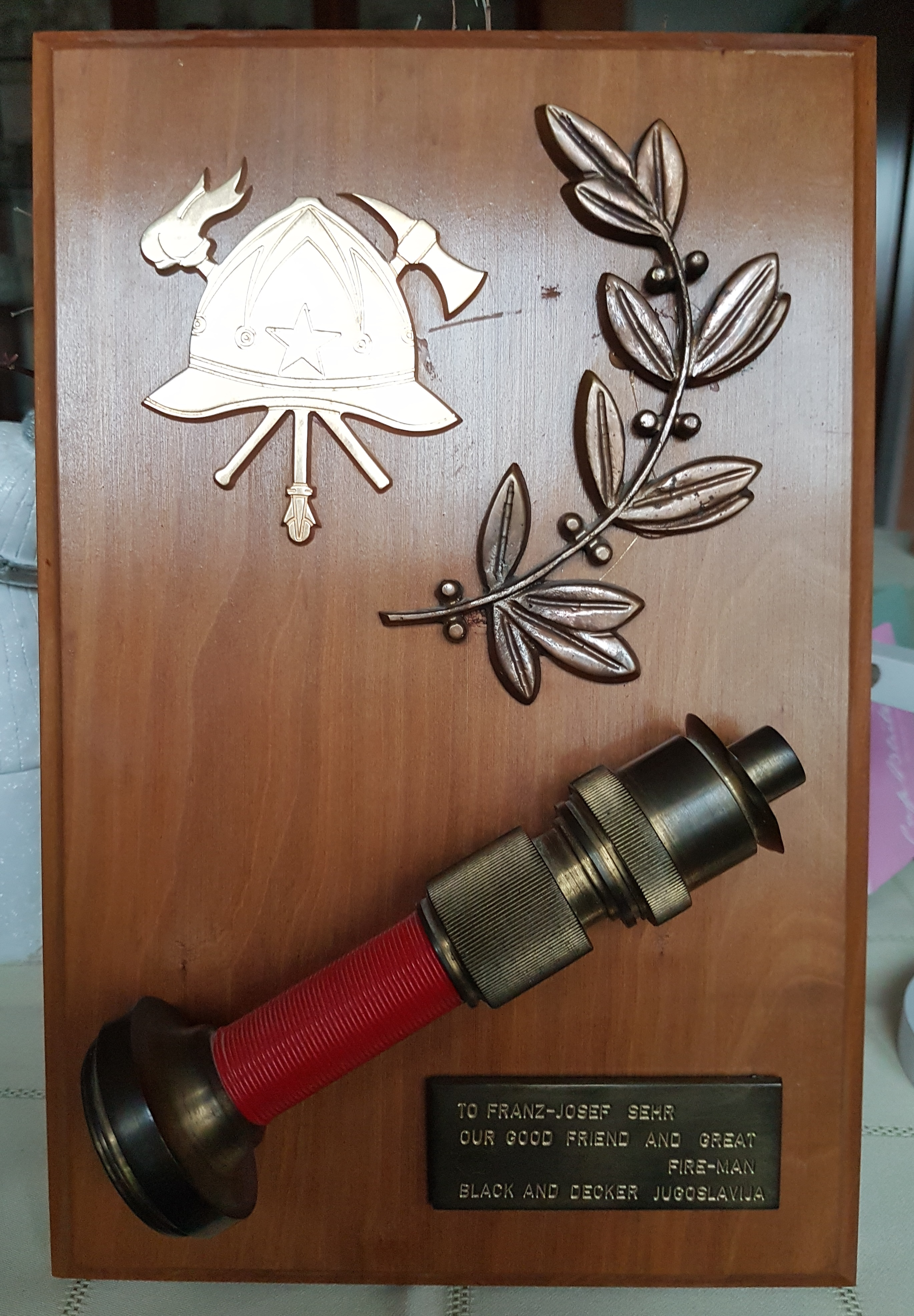
Feuerwehrplakette mit Helm und Strahlrohr

Die Feuerwehr in Jugoslawien bestand aus Berufsfeuerwehren und Freiwilligen Feuerwehren in der Zeit von 1918 bis 2003.

## Geschichte
Innerhalb Jugoslawiens waren Freiwillige Feuerwehren, insbesondere im heutigen Slowenien, seit jeher der häufigste Typus eines von Bürger und Bürgerinnen einer Kleinstadt oder eines Dorfes getragenen eigenständigen Vereins. Ihre Mitglieder machten einen beachtlichen Teil der Bevölkerung des Landes aus. Die Verankerung in der örtlichen Gemeinschaft war für das Funktionieren einer lokalen Feuerwehr seit jeher von wesentlicher Bedeutung. Dies galt auch für die Epoche der jugoslawischen sozialistischen Selbstverwaltung. In den letzten fünfzehn Jahren des Sozialismus spielten die Kommunen und deren lokale Gemeinschaften die Hauptrolle bei ihrer Organisierung und Finanzierung. Bis zum Jahr 1991 gab es in der Teilrepublik Slowenien unterhalb der Ebene der eigentlichen Gemeindeverwaltungen rund 1170 lokale „Gemeinschaften“. Diese Zahl lag nahe an der Anzahl der eigenständigen Freiwillige Feuerwehren, denn es galt das Prinzip, dass jede lokale Gemeinschaft entweder eine professionelle oder Freiwillige Feuerwehr hatte.
In Jugoslawien gab es bereits früher weibliche Feuerwehrleute. Bei Feierlichkeiten im Mai 1939, die der jugoslawische Stadtbezirk Zemun der Hauptstadt Belgrad zu Ehren der jugoslawischen Feuerwehrleute gegeben hatte, war auch eine weibliche Feuerwehrgruppe zu sehen, die gefährliche Übungen durchführte. Hierzu gehörten das Löschen eines Innenbrandes und eines brennenden Wohnhausdaches sowie ein Abstieg mittels eines geknoteten Seils.
Das starke Erdbeben am 26. Juli 1963 in Skopje forderte die Feuerwehren im heutigen Nordmazedonien. Es wurden rund 1100 Todesopfer bei dieser Naturkatastrophe beklagt.
Im September 1966 war die Stadt Karlovac der Austragungsort der III. Feuerwehrolympiade, die alle vier Jahre vom Weltfeuerwehrverband CTIF jeweils in anderen europäischen Städten veranstaltet wird.
Derzeit gibt es nach dem Zerfall der Jugoslawien sechs international anerkannte Nachfolgestaaten Jugoslawiens: Bosnien und Herzegowina, Kroatien, Montenegro, Nordmazedonien, Serbien und Slowenien, in denen die Gesamtheit der Feuerwehren Jugoslawiens und ihre bisherige Struktur aufgegangen ist.

## Rechtliche Grundlagen
Im Jahr 1933 wurde ein Gesetz über die Feuerwehr im damaligen Königreich Jugoslawien erlassen. In diesem Gesetz wurden die Feuerwehren in ihren bisherigen Möglichkeiten eingeschränkt. Die Feuerwehr in Jugoslawien wurde 1940 durch einen Regierungsbefehl dem Katastrophenschutz unterstellt. Nach dem Zweiten Weltkrieg 1945 unterstanden die Feuerwehren dem Innenministerium und wurden von einem ernannten Kommissar geleitet. Ein Gesetz über die Freiwilligen Feuerwehren wurde im Jahr 1948 erlassen. In einem weiteren neuen Gesetz, dass 1956 in Kraft trat, wurden die Städte und Gemeinden verpflichtet, Zahlungen in einen Feuerwehrfonds zu leisten. Ein weiteres Gesetz trat dann im Jahr 1977 in Kraft. Mit diesem Gesetz wurde die Feuerwehr als besonders gesellschaftlich bedeutend auf eine systematische, stabile Finanzbasis gestellt.

## Feuerwehrverband
Der jugoslawische Feuerwehrverband repräsentierte die jugoslawischen Feuerwehren mit ihren Feuerwehrangehörigen im Weltfeuerwehrverband CTIF (Comité technique international de prévention et d’extinction du feu). Darüber hinaus bestanden Verbindungen insbesondere zu europäischen Feuerwehrverbänden, wie dem Deutschen Feuerwehrverband.